# Siegfried Koesler
Pour les articles homonymes, voir Koessler.
Siegfried Koesler, né  le 12 décembre 1937 à Nagold et mort le 1er décembre 2012 à Wurtzbourg,  est un musicien d'église allemande. Il a été directeur de musique  de 1971 à 2002 à la cathédrale Saint-Kilian de Wurtzbourg.

## Biographie
Il étudie la musicologie, la direction chorale, l'histoire de l'art, l'archéologie et l'histoire à Aix-en-Provence, Fribourg et Tübingen.
De 1960 à 1970, il dirige le chœur "Rottweiler Muenstersaengerknaben" à Rottweil en Forêt-Noire. De 1971 à 2002 il est directeur de musique de Würzburg. Il dirige le chœur de la cathédrale (hommes et femmes), les Würzburger Domsingknaben et l'orchestre de la cathédrale. En 1971, il fonde le Mädchenkantorei de la cathédrale de Wurtzbourg, qui est le premier chœur de filles d'une cathédrale allemande.
En collaboration avec Bertold Hummel et Erwin Horn, il initie en 1993, le « Festival de Bruckner » à Wurtzbourg, qui a lieu tous les trois ans.
De 1984 à 1992 Siegfried Koesler est  président de la Fédération Internationale de chœurs Pueri Cantores. Il est titulaire de l'ordre du Mérite de la République fédérale d'Allemagne.

### Sources et bibliographie
- Notices d'autorité :   - VIAF
  - ISNI
  - LCCN
  - GND
  - Vatican
  - WorldCat